# Жедин
Жеди́н (фр. Gedinne, валлон. Djedene) — коммуна в Валлонии, расположенная в провинции Намюр, округ Динан. Принадлежит Французскому языковому сообществу Бельгии. На площади 151,56 км² проживают 4405 человек (плотность населения — 29 чел./км²), из которых 48,13 % — мужчины и 51,87 % — женщины. Средний годовой доход на душу населения в 2003 году составлял 9904 евро.
Почтовый код: 5575. Телефонный код: 061.